# Sarah Garner
Pour les articles homonymes, voir Garner.
Sarah Garner (née le 21 mai 1971 à Kaiserslautern en Allemagne) est une rameuse américaine.

## Biographie

### Palmarès

#### Aviron aux Jeux olympiques
- 2000 à Sydney,  Australie
  -  Médaille de bronze en deux de couple poids légers[1]

#### Championnats du monde d'aviron
- 1997 à Aiguebelette,  France
  -  Médaille d'or en deux de couple poids légers
- 1998 à Cologne,  Allemagne
  -  Médaille d'or en deux de couple poids légers
- 1999 à Saint Catharines,  Canada
  -  Médaille d'argent en deux de couple poids légers